# Diplochorella fertilissima
Diplochorella fertilissima är en svampart som beskrevs av Syd. & P. Syd. 1913. Diplochorella fertilissima ingår i släktet Diplochorella och familjen Mycosphaerellaceae.   Inga underarter finns listade i Catalogue of Life.